# Традиционные названия звёзд

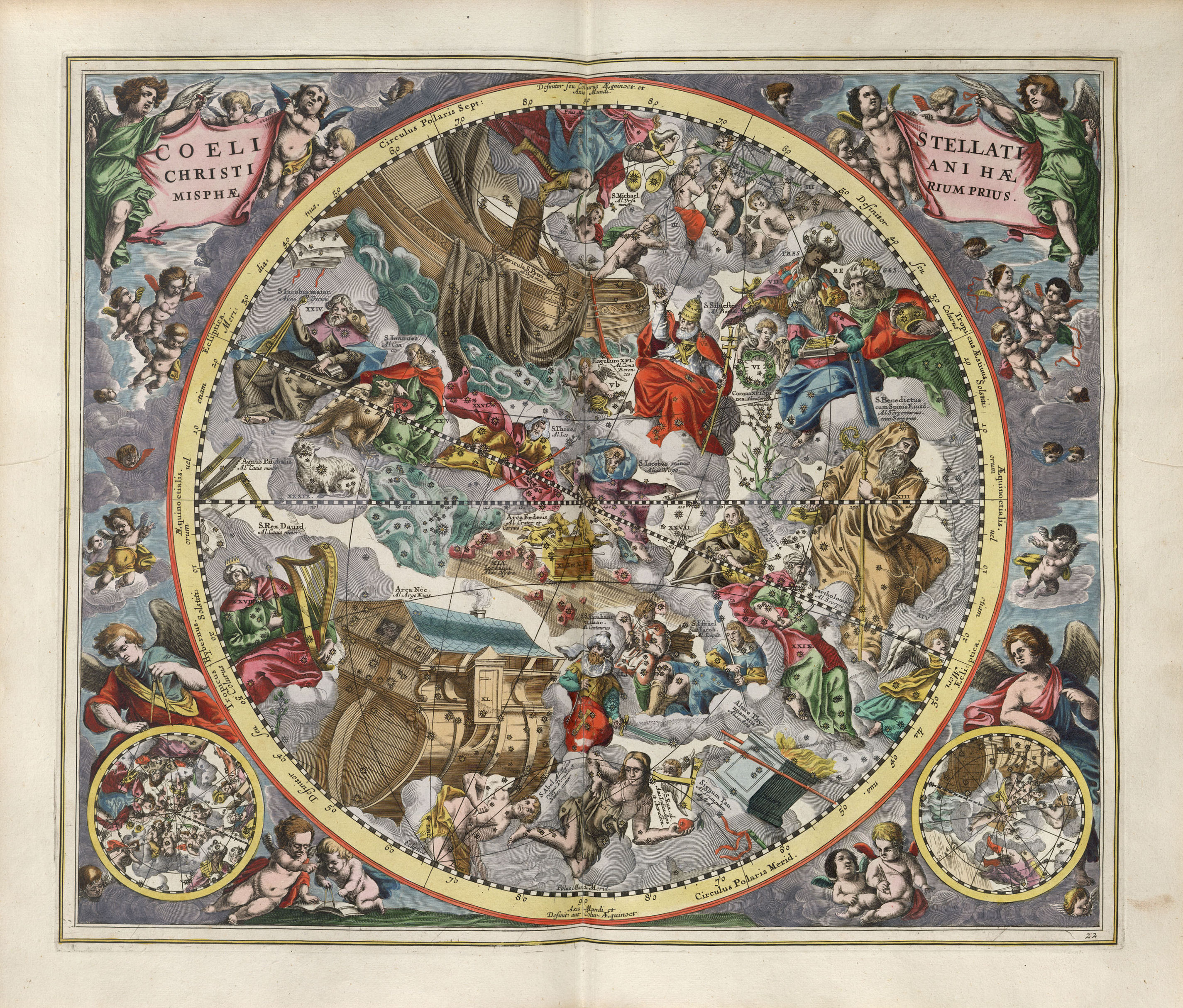
Карта звёздного неба, «Cellarius Harmonia Macrocosmica», 1708

В современной астрономической европейской традиции многие — и особенно яркие — звёзды носят традиционные собственные имена, восходящие к древним культурам. Хотя все созвездия имеют латинские названия, большинство названий звёзд — арабские. Связано это с тем, что в период тёмных веков в Европе, когда интерес к науке вообще и астрономии в частности был в значительной степени утерян на её территории , арабский мир продолжал активно поддерживать астрономические знания. В частности, на арабский язык была переведена основополагающая астрономическая работа античности — «Альмагест» Клавдия Птолемея, в оригинале написанная на греческом языке, переведённая на латинский и включавшая каталог звёзд с подробными описаниями их положения на небе. Арабский перевод каталога «Альмагеста» с греческого и латинского языков послужил основой оригинальных арабских названий многих звёзд. Помимо «Альмагеста» арабы использовали и другие, более поздние источники на греческом и латинском языках.
Так, арабы перевели Opisthen (греч. Οπισθεν — «после» или «следующий») или Opiso (греч. Οπισω — «следовать после»), одно из первоначальных греческих имён для самой яркой звезды в Тельце — Альдебаран (араб. الدبران‎  (al-dabarān) «последователь»), потому что эта звезда всегда следует позади Плеяд в суточном движении по небу. Таким образом, есть три главных имени для этой самой яркой звезды в Тельце: традиционное собственное имя — Альдебаран, и каталожные названия — Alpha Tauri (Альфа Тельца) и 87 Tauri (87 Тельца). Может быть применимо любое из этих имён, однако, современные астрономы предпочитают использовать последние два, представляющие собой научные названия.
Большинство собственных имён звёзд, особенно арабские имена, являются описательными, связанными описанием местоположения звёзд внутри созвездий в античных звёздных каталогах. Например, звезда названная Ригель (по-арабски — «нога») отмечает левую ногу охотника Ориона, Денеб (по-арабски — «хвост») отмечает хвост лебедя в созвездии Лебедь. Традиция называть звёзды по-арабски и соотносясь с их положением в созвездии поддерживалась и позже. Например, созвездие Журавль было предложено Планциусом только в 1598 году, однако одна из его звёзд, Гамма Журавля носит имя Ras Alkurki (по-арабски — «Голова Журавля»), потому что она отмечает голову Журавля в созвездии.
Некоторым звёздам были даны имена со значениями, не имеющими никакого отношения к созвездию, в котором они находятся. Например, звезда в Зайце названа Нихал, что означает «Верблюд Утоляющий Свою Жажду» на арабском, потому что древние арабы соотносили созвездие Зайца с традиционным арабским астеризмом Караван верблюдов.
Многие арабские имена звёзд содержат приставку «аль-», который в арабском языке соответствует английскому определённому артиклю «the». Целый ряд звёзд включает одинаковые арабские корни; например, корень денеб — «хвост» — присутствует в названии более, чем десяти звёзд неба. Большинство арабских имён звёзд претерпели серьёзные искажения при адаптации к языковым нормам европейцев, и их этимологический анализ подчас представляет серьёзные трудности и допускает разночтения.
Из-за своей огромной популярности некоторые самые яркие звёзды, успешно пережив массовое вторжение арабских имён, сохранили свои оригинальные греческие или латинские названия. Это, например, Арктур (по-гречески «Страж Медведицы»), Капелла (по-латински «Коза»), Спика (по-латински «колос пшеницы») и ряд других. Имена звёзд из других культур, таких как китайская и индусская, были также признаны в течение последнего столетия. Примеры включают Koo She (по-китайски «Лук и стрела») и Simiram (на полинезийском «Море в утреннем свете»). Есть также современные собственные имена, данные некоторым звёздам, многие из которых упоминают известных астрономов, астронавтов и оригинальные национальные названия. Например, Гамма Парусов названа Регор, что является палиндромом имени героического астронавта Роджера Чаффи, погибшего в катастрофе Аполлона-1. Примером национального названия служит прижившееся в русском языке имя Альфы Павлина Пикок (англ. Peacock — «павлин»). Другие современные имена включают, например, The Persian (Альфа Индейца), гранатовая звезда Гершеля (Мю Цефея), Звезда Барнарда и другие.
И собственные, и каталожные имена звёзд пишутся с прописной буквы (Вега, Альфа Лиры, 3 Lyrae), потому что они — специальные названия, относящиеся к объектам большой важности и известности.
В настоящее время многие независимые астрономические и астрологические организации утверждают, что продают «имена звёзд», и предоставляют соответствующие сертификаты. В связи с этим необходимо подчеркнуть, что имена звёзд, дающиеся любыми организациями, не признаются Международным астрономическим союзом (МАС). МАС — единственная организация, обладающая правом давать официальные названия астрономическим объектам, и только она одна признана астрономическим сообществом. МАС не занимается коммерческой деятельностью и не поддерживает практику «продажи названий звёзд».
В связи с активностью различных организаций по продаже названий звёзд МАС была вынуждена обнародовать свою позицию по данному вопросу . Там, в частности, заявляется:

Международный Астрономический Союз (МАС) часто получает вопросы от желающих приобрести имена для звёзд, как для себя, так и для своих знакомых. Некоторые предприниматели осуществляют такого рода деятельность. Однако такие «имена» не являются официально признанными. Яркие звезды носят древние арабские имена, и их координаты занесены в каталоги. То же самое справедливо для скоплений и галактик. Существуют особые правила для присвоения имен телам Солнечной системы, но они не предназначены для коммерческого использования.
— МАК: Присвоение Имен Звездам
В настоящее время не существует официальных собственных имён звёзд. Существуют официальные идентификаторы звёзд в различных каталогах; за процессом ведения идентификаторов в каталогах следит специальная рабочая группа МАС. В некоторых каталогах (например, SIMBAD), тем не менее, используются, как дополнительная информация, традиционные исторические названия звёзд; эти названия, однако, не составляют официальной части таких каталогов. Неформальные списки собственных имён звёзд имеют состав, несколько различающийся по количеству упомянутых объектов, по вариантам наименования звёзд и, особенно, по способу транскрибирования с арабского и других исходных языков. Число звёзд с более или менее общепринятыми названиями более 500.

## Традиционные арабские названия звёзд
Самые старые названия звёзд возникли среди людей, живших на Аравийском полуострове ещё до возникновения ислама. Однако, многие названия звёзд на арабском языке появились позже, как переводы древних описаний с греческого языка. Клавдий Птолемей из Александрии (Египет), собрал описания 1025 звёзд. Книга была опубликована примерно в 140 году н.э. После перевода на арабский язык в VII-м и IX-м столетиях она стала известной под своим сокращённым арабским названием «Альмагест». Многие из арабоязычных описаний звёзд в «Альмагесте» стали широко использоваться как имена для звезд.
Позже мусульманские астрономы стали использовать обсерватории в наблюдении за звёздами, и обнаружили ещё больше звёзд, которые они записывали в различных Зидж трактатах. Самый известный из них «Книга неподвижных звёзд» написал Ас-Суфи (известный на Западе как Azophi), который тщательно проиллюстрировал все звезды, известные ему, наряду с наблюдениями, описаниями, позициями, величинами (яркостью) и цветом.
В Европе, во время Средневековья и Ренессанса, много древних имён звёзд были неправильно скопированы или переведены различными авторами, некоторые из которых не знали арабский язык достаточно хорошо. Как результат, история имён звёзд может усложниться. Некоторые звезды могут иметь более чем одно арабское имя, также названия могут быть смешением арабских и латинских слов.

## Традиционные китайские названия звёзд
Традиционные китайские имена звёзд — это имена звезд использовавшиеся в древней китайской литературе, истории, религии, мифологии, фольклоре, опере и таких методах предсказаний как астрология, гороскоп (火羅) и фэн-шуй. Китайские имена звёзд иногда состоят из названия китайского созвездия, следующего после позиционного порядкового номера, который может изменяться от династии к династии; хорошо известные яркие звезды, однако, часто называют последовательно. Общее число звёзд в созвездии может также разниться по всей истории Китая и не обязательно увеличиться.
Китайская астрономия была прогрессивна в античные времена и знала в пять раз больше звёзд, чем было описано Птолемеем. В 1875, Густав Шлегель сделал полное обозрение имён звёзд, которые появлялись в китайских античных произведениях. Его "Uranographie Chinoise" провела соответствия для 760 названий звёзд с теми, которые используются в западной астрономии.

## Внешние ссылки
- Названия звёзд, Стивен Гибсон  (англ.)
- Названия звёзд, Джим Калер  (англ.)
- Названия звёзд, Ян Ридпат  (англ.)
- Названия звёзд на сайте «Мифология и история созвездий».